# Sklepienie klasztorne

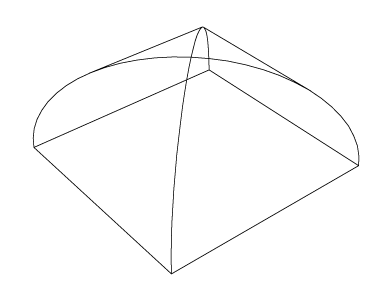
Sklepienie klasztorne

Sklepienie klasztorne – najprostsze sklepienie jest zbudowane na planie kwadratu z dwóch przenikających się sklepień kolebkowych, z
których pozostawiono boczne części sklepień. Podparte jest na czterech ścianach. Można je wykonać nad każdym dowolnym wielobocznym pomieszczeniem, ale przy ilości boków większej niż „8", sklepienie przybiera formę kopuły. Z tego powodu mówi się o kopule katedry florenckiej mimo że jest to sklepienie klasztorne na ośmioboku foremnym.
Sklepienia klasztorne i kolebkowe są niepraktyczne z powodu trudności z wykonaniem otworów. Często stosowano je w wieżach, i kuchniach nad paleniskami.